# Cryptophagus pallidus
Cryptophagus pallidus är en skalbaggsart som beskrevs av Sturm 1845. Cryptophagus pallidus ingår i släktet Cryptophagus, och familjen fuktbaggar. Arten är reproducerande i Sverige.